# Bundesschienenwegeausbaugesetz
Das Bundesschienenwegeausbaugesetz regelt den Ausbau der Schienenwege der Eisenbahnen des Bundes. Es enthält als Anlage den Bedarfsplan für die Bundesschienenwege.

## Inhalte
Der Bedarfsplan beruht auf dem Bundesverkehrswegeplan. In ihn sollen insbesondere Schienenverkehrsprojekte aufgenommen werden, die dem Fern- und Nahverkehr dienen, sowie Schienenverkehrsknoten und Schienenverkehrsanlagen, die dem kombinierten Verkehr Schiene/Straße/Wasserstraße und der direkten Verknüpfung von Fernverkehrsstrecken mit internationalen Verkehrsflughäfen dienen. Zu den Ausbaumaßnahmen können auch Maßnahmen zur Elektrifizierung von bestehenden Eisenbahnstrecken der Eisenbahnen des Bundes gehören.
Der Bedarfsplan für die Bundesschienenwege und die entsprechenden Pläne für andere Verkehrsträger sind im Rahmen der Bundesverkehrswegeplanung aufeinander abzustimmen. Hierbei sind auch Ausbaupläne für den europäischen Eisenbahnverkehr und kombinierten Verkehr, Belange des Umweltschutzes und Zielsetzungen der Raumordnung angemessen zu berücksichtigen.
Über den Fortschritt der im Bedarfsplan für die Bundesschienenwege aufgelisteten Projekte berichtet das Bundesministerium für Verkehr und digitale Infrastruktur jährlich dem Deutschen Bundestag im Verkehrsinvestitionsbericht.
Im Rahmen des am 29. Dezember 2023 in Kraft getretenen Gesetzes zur Beschleunigung von Genehmigungsverfahren im Verkehrsbereich und zur Umsetzung der Richtlinie (EU) 2021/1187 über die Straffung von Maßnahmen zur rascheren Verwirklichung des transeuropäischen Verkehrsnetzes wurde auch eine Anpassung des Bundesschienenwegeausbaugesetzes vorgenommen. Analog der Novellierung des Erneuerbare-Energien-Gesetzes aus 2022 wurde für den Bau oder die Änderung eines Bundesschienenweges ein überragendes öffentliches Interesse definiert. Gleichzeitig wurden die Maßnahmen des Deutschlandtakts in Projektbündel aufgeteilt und zehn neue Vorhaben in den potenziellen Bedarf des Bedarfsplans für die Bundesschienenwege aufgenommen.
Das Bundeskabinett beschloss am 7. Juni 2023 den Entwurf einer weiteren Gesetzesnovelle; demnach sind folgende Änderungen vorgesehen:
- Der Bund kann sich auch an den Kosten der Unterhaltung und Instandhaltung beteiligen.
- Der Bund kann auf Grundlage des Bundesschienenwegeausbaugesetzes IT-Leistungen zur Digitalisierung der Eisenbahninfrastruktur finanzieren.
- Bestimmte Folgekosten aus Investitionsprogrammen des Bundes zur Herstellung von Barrierefreiheit (z. B. der Betrieb von Personenaufzügen) oder freiwilligen Lärmsanierungen können finanziert werden.
- In Verkehrsstationen kann der Bund auch Ersatzinvestitionen nachhaltig ausgestalten und die Verkehrsstationen an den zukünftigen verkehrlichen Bedarf anpassen; dies gilt insbesondere für eine Anpassung der Bahnsteige.

Der Bundesrat forderte Ende September 2023 in seiner Stellungnahme u. a., dass der Bund eine Klarstellung der Förderfähigkeit von Empfangsgebäuden und Serviceeinrichtungen vornimmt, da bislang für Empfangsgebäude und Serviceeinrichtungen (insbesondere Abstellanlagen) eine Finanzierungslücke besteht und er auch ermächtigt werden soll, sich an Ersatzinvestitionen und kapazitätserhöhenden Maßnahmen finanziell zu beteiligen, wenn hierdurch ein künftiger Bedarf bedient werden kann.
Über die genaue Ausgestaltung der Novelle bestanden innerhalb der Regierungsfraktionen lange Zeit Uneinigkeiten. Erst Ende Februar 2024 beschloss der Bundestag das Gesetz mit mehreren Änderungen gegenüber dem Entwurf der Bundesregierung. Am 22. März 2024 rief der Bundesrat zu dem Gesetz den Vermittlungsausschuss an. Dieser beschloss am 12. Juni 2024 einen Einigungsvorschlag, der an mehreren Stellen des Gesetzes Änderungen vorsieht. Bundestag und Bundesrat stimmten dem Vorschlag am 14. Juni 2024 zu.

## Bedarfsplan für die Bundesschienenwege
Das Schienenwegenetz der Eisenbahnen des Bundes wird nach dem Bedarfsplan für die Bundesschienenwege ausgebaut, der dem Bundesschienenwegeausbaugesetz als Anlage beigefügt ist. Dabei werden die Vorhaben in zwei Kategorien unterteilt: „Laufende und fest disponierte Vorhaben des Vordringlichen Bedarfs“ und „Neue Vorhaben“. Neue Vorhaben wiederum werden in „Vordringlicher Bedarf“, „Potentieller Bedarf“ und „Neue Vorhaben, Weiterer Bedarf“ unterteilt. Zur Finanzierung der Planung und Realisierung der Vorhaben haben Bund und Deutsche Bahn zum 1. Januar 2018 die Bedarfsplanumsetzungsvereinbarung abgeschlossen.
| Lfd. Nr. | Vorhaben                                                                       |
| -------- | ------------------------------------------------------------------------------ |
| 1        | Maßnahmen mit einem Restvolumen < 50 Mio. Euro                                 |
| 2        | ABS Lübeck/Hagenow Land – Rostock – Stralsund                                  |
| 3        | ABS Berlin – Dresden                                                           |
| 4        | ABS/NBS Nürnberg – Erfurt                                                      |
| 5        | ABS/NBS Leipzig – Dresden                                                      |
| 6        | ABS Karlsruhe – Stuttgart – Nürnberg – Leipzig/Dresden                         |
| 7        | ABS Berlin – Frankfurt (Oder) – Grenze D/PL                                    |
| 8        | ABS Köln – Aachen                                                              |
| 9        | ABS Ludwigshafen – Saarbrücken, ABS Kehl – Appenweier                          |
| 10       | ABS/NBS Stuttgart – Ulm – Augsburg                                             |
| 11       | ABS/NBS München – Mühldorf – Freilassing – Grenze D/A / – Simbach – Grenze D/A |
| 12       | Ausbau von Knoten (Berlin, Dresden, Erfurt, Halle/Leipzig, Magdeburg)          |
| 13       | ABS Oldenburg – Wilhelmshaven                                                  |
| 14       | ABS Grenze D/NL – Emmerich – Oberhausen                                        |
| 15       | ABS München – Lindau – Grenze D/A                                              |
| 16       | Kombinierter Verkehr/Rangierbahnhöfe (2. Stufe)                                |

| Lfd. Nr. | Vorhaben |
| -------- | --- |
| 1        | Projektbündel 1: ABS Berlin – Wittenberge – Hamburg, ABS Berlin – Rostock |
| 2        | Projektbündel 2: ABS/NBS Hannover – Hamburg |
| 3        | Projektbündel 3: ABS Bremerhaven – Bremen – Langwedel – Uelzen, ABS Magdeburg – Stendal – Uelzen, ABS Magdeburg – Halle, ABS Wunstorf – Verden – Rotenburg, ABS Minden – Nienburg, ABS Elze – Hameln, ABS Lehrte – Braunschweig – Magdeburg – Roßlau – Falkenberg, ABS Sandersleben – Halle |
| 4        | Projektbündel 4: ABS/NBS Frankfurt am Main – Aschaffenburg – Würzburg – Nürnberg – Ingolstadt – München |
| 5        | Projektbündel 5: ABS/NBS Hanau/Gießen – Fulda, ABS/NBS Berlin – Halle/Leipzig – Erfurt – Fulda |
| 6        | Projektbündel 6: ABS Dortmund/Köln – Frankfurt am Main, ABS/NBS Mainz – Frankfurt am Main, ABS/NBS Frankfurt am Main – Mannheim, ABS/NBS Mannheim – Karlsruhe, ABS/NBS Mannheim – Stuttgart – Ulm, ABS/NBS München – Augsburg – Ulm, ABS Köln/Hagen – Siegen – Hanau                        |
| 7        | Projektbündel 7: ABS/NBS Karlsruhe – Basel, ABS Appenweier – Kehl – Grenze D/F |
| 8        | Projektbündel 8: ABS/NBS Dortmund – Hamm, ABS/NBS Hannover – Bielefeld – Hamm, ABS Berlin – Hannover |
| 9        | Projektbündel 9: ABS München – Landshut – Obertraubling – Regensburg – Marktredwitz – Hof, ABS Mühldorf – Landshut, ABS Nürnberg – Schwandorf – Furth im Wald – Grenze D/CZ |
| 10       | Projektbündel 10: ABS Oldenburg – Bremen, ABS Oldenburg – Emden |
| 11       | Projektbündel 11: ABS Regensburg – Ingolstadt – Donauwörth – Ulm |
| 12       | ABS Ulm – Friedrichshafen – Lindau |
| 13       | ABS/NBS München – Rosenheim – Kiefersfelden – Grenze D/A |
| 14       | ABS/NBS Hamburg – Lübeck – Puttgarden |
| 15       | ABS Nürnberg – Passau |
| 16       | ABS/NBS Paderborn – Halle |
| 17       | ABS Nürnberg – Marktredwitz – Hof/Grenze D/CZ |
| 18       | ABS Köln – Düsseldorf – Dortmund/Münster |
| 19       | ABS Angermünde – Grenze D/PL |
| 20       | ABS/NBS Stuttgart – Singen – Grenze D/CH |
| 21       | Projekte des Potentiellen Bedarfs (Streckenmaßnahmen) |
| 22       | Großknoten (Frankfurt, Hamburg, Hannover, Köln, Mannheim, München) |
| 23       | Knoten (Aachen, Leipzig) |
| 24       | ABS Grenze D/NL – Kaldenkirchen – Viersen – Rheydt-Odenkirchen |
| 25       | ABS Augsburg – Donauwörth |
| 26       | ABS Gotha – Leinefelde |
| 27       | ABS Stuttgart – Nürnberg |
| 28       | ABS Landshut – Plattling |
| 29       | ABS Lübeck – Schwerin/Büchen – Lüneburg |
| 30       | ABS Weimar – Gera – Gößnitz |
| 31       | ABS Niebüll – Klanxbüll – Westerland |
| 32       | NBS Dresden – Grenze D/CZ |
| 33       | ABS Cuxhaven – Stade |
| 34       | ABS Münster – Lünen |
| 35       | ABS Leipzig – Chemnitz |
| 36       | ABS Itzehoe – Wilster – Brunsbüttel |
| 37       | ABS Berlin – Angermünde – Pasewalk – Stralsund – Sassnitz |
| 38       | Überholgleise für 740m-Züge |
| 39       | Bahnhof Fangschleuse |
| 40       | Projekte des Potenziellen Bedarfs (weitere Knoten, mikroskopische Maßnahmen) |
| 41       | Kombinierter Verkehr/Rangierbahnhöfe |

| Lfd. Nr. | Vorhaben                                                                 |
| -------- | ------------------------------------------------------------------------ |
| 1        | ABS Bremerhaven – Bremervörde – Rotenburg – Verden                       |
| 2        | Korridor Mittelrhein: Zielnetz II                                        |
| 3        | ABS Grenze D/NL – Bad Bentheim – Löhne                                   |
| 4        | ABS Nürnberg – Weiden – Hof/Schirnding – Grenze D/CZ                     |
| 5        | ABS Hochstadt-Marktzeuln – Hof/Nürnberg – Bayreuth – Neuenmarkt-Wirsberg |
| 6        | ABS Cottbus – Görlitz                                                    |
| 7        | ABS Dresden – Görlitz – Grenze D/PL                                      |
| 8        | ABS Gruiten – Wuppertal – Schwelm                                        |
| 9        | ABS Ludwigshafen – Saarbrücken – Grenze D/F                              |
| 10       | NBS Rheydter Kurve                                                       |
| 11       | ABS Köln – Aachen                                                        |
| 12       | ABS Berlin – Neustrelitz – Neubrandenburg – Stralsund                    |
| 13       | ABS Koblenz – Mainz                                                      |
| 14       | ABS Cottbus – Forst (Lausitz) – Grenze D/PL                              |
| 15       | Weitere Streckenmaßnahmen zur Engpassauflösung                           |
| 16       | Weitere Knotenmaßnahmen, mikroskopische Maßnahmen                        |
| 17       | Kombinierter Verkehr/Rangierbahnhöfe                                     |
| 18       | ABS/NBS Ingolstadt – München mit Anbindung Flughafen München             |
| 19       | ABS Berlin – Müncheberg – Grenze D/PL                                    |
| 20       | ABS Oldenburg – Osnabrück                                                |
| 21       | ABS Hockeroda – Blankenstein – Marxgrün                                  |
| 22       | ABS/NBS Ducherow – Usedom – Seebad Heringsdorf/Swinoujscie               |
| 23       | Knoten Berlin                                                            |
| 24       | ABS Bingen – Hochspeyer, Neustadt – Wörth                                |
| 25       | ABS Bingen – Hochspeyer, Neustadt – Wörth                                |
| 26       | ABS Hildesheim/Braunschweig – Dessau – Halle                             |
| 27       | Elektrifizierung Chemnitz Hbf – Chemnitz Süd                             |